# Aintza Serra Verdaguer
Aintza Serra Verdaguer (Barcelona, 1970) és una guionista, productora de cinema i professora catalana. Treballa com a directora curricular i directora dels departaments de direcció i producció de l'Escola Superior de Cinema i Audiovisuals de Catalunya (ESCAC). Alhora, és productora executiva i cap del departament de projectes de la productora Escándalo Films, on dirigeix el programa CineBase. És coneguda també com a coguionista de la pel·lícula EVA, amb la qual fou nominada al Gaudí al millor guió i fou nominada al Goya al millor guió original. També és autora del guió de Blog, d'Elena Trapé.

## Filmografia
- Faust 5.0 (2001)
- Menja d'amor (2002)
- El gran Gato (2002)
- El millor de mi (2007)
- Tres dies amb la família (2009)
- Arròs covat (2009-2012)
- EVA (2011)
- Blog (2010)
- Tots volem el millor per a ella (2013)
- Toro (2016)